# لافاييت هولبرووك
لافاييت هولبرووك (بالإنجليزية: Lafayette Holbrook)‏ هو مبشر أمريكي، ولد في 7 سبتمبر 1850، وتوفي في 1941.